# Wašiba-Kumonotaira
Wašiba-Kumonotaira je vulkanická skupina, sestávající z několika štítových vulkánů a lávových dómů, nacházející se v centrální části severních Japonských Alp na ostrově Honšú. Skupina byla aktivní před cca 6 000 lety, což je doloženo datováním lávových bomb a lapil v tefrových vrstvách, překrývajících formaci Akahoja starou 6 300 let. Novější aktivita nebyla zaznamenána.